# Peering
El peering (conexión directa, intercambio de tráfico o emparejamiento) es la interconexión voluntaria de redes de Internet administrativamente independientes con el fin de intercambiar tráfico entre los usuarios de cada red. Las conexiones de peering se establecen sin restricciones y bajo un principio de libre acuerdo (sender keeps all, también referido a él como el remitente se queda con todo o el remitente se hace cargo), en el que el cobro al usuario la realiza solo la operadora de la red de origen. Esto significa que ninguno de los implicados en la conexión paga al otro por el intercambio de tráfico, y en su lugar cada uno se queda con todos los ingresos generados por sus clientes.
Un acuerdo entre dos o más redes para interconectarse se materializa en la interconexión física de las redes, un intercambio de información de encaminamiento a través del protocolo de puerta de enlace de frontera (BGP) y, en algunos casos especiales, un acuerdo contractual.

## Cómo funciona
Internet es una colección de redes separadas y distintas, llamadas sistemas autónomos, cada una de las cuales funciona bajo un marco común de direccionamiento IP globalmente único y de encaminamiento BGP global.
Las relaciones entre estas redes son descritas generalmente por una de las tres categorías siguientes:[cita requerida]
- Tránsito (o pago): el operador paga dinero (también llamado "liquidación") a otra red para acceder a Internet (o para tener un servicio de tránsito).
- Pares (peer o intercambio): dos redes intercambian tráfico entre los clientes de cada uno libremente, para ventaja mutua.
- Cliente (o venta): una red le paga a otra red dinero para recibir acceso a Internet.

Además, para que una red origen pueda alcanzar cualquier equipo específico en otra red destino en Internet, deberá pasar alguna de estas cosas:
- La red destino vende el servicio de acceso directo (tránsito directo) a sí misma a la red cliente (la red que quiere alcanzar a ese otro equipo específico se convierte en un “cliente” de la red donde se encuentra ese equipo específico).
- Emparejarse directamente ("haciendo peering") con esa red destino, o emparejarse directamente (peering) con una red que haya comprado un servicio de tránsito hacia esa red destino, o
- Pagar a otra red un servicio de tránsito, donde esa otra red a su vez también compra el acceso directo a la red destino (se convierte en un cliente de la red destino), se empareja (peering) con la red destino, o paga por el acceso de tránsito a otra red más (y así sucesivamente).

Internet se basa en el principio del alcanzabilidad global (a veces llamado reachability end-to-end), que significa que cualquier usuario de Internet puede alcanzar a cualquier otro usuario de Internet como si estuvieran en la misma red. Por lo tanto, cualquier red conectada a Internet debe por definición o bien pagar a otra red un servicio de tránsito, o hacer peering con otra red que no le cobre por el tránsito.

## Motivaciones
El peering implica que dos redes se ponen de acuerdo para intercambiar tráfico entre ellos libremente, para ventaja mutua. Esta “ventaja mutua” normalmente es la motivación detrás del peering, que es descrito solamente por los “costos reducidos para servicios de tránsito”.
Otras motivaciones menos tangibles pueden incluir: 
- Mayor capacidad para cantidades extremadamente grandes de tráfico (el cual se distribuye en muchas redes).
- Mayor redundancia (al reducir la dependencia de proveedores de tránsito)
- Control creciente sobre tu tráfico.
- Funcionamiento mejorado (que procura evitar embotellamientos potenciales al tener más rutas "directas").
- Opinión mejorada de tu red (pudiendo declararse una “grada más alta”).
- Expansión del alcance de red para las conexiones adherentes.
- Regulaciones del gobierno, o el deseo de evitar el aspecto de ser un monopolio.

## Interconexiones físicas

Esquema de interconexión y peering de sistemas autónomos

Las interconexiones físicas usadas para hacer peering se categorizan en dos tipos: 
- Peering público - la interconexión utilizando un elemento compartido, tal como un conmutador ethernet.
- Peering privado - interconexión que utiliza un enlace punto-a-punto entre dos proveedores.

### Peering Público
El peering público se logra con conexiones de acceso de la capa 2, generalmente llamada un medio compartido. En estos lugares se interconectan múltiples operadores con uno o más operadores a través de un solo puerto físico. Las localizaciones que hacían peering eran conocidas históricamente como puntos de acceso de red o puntos neutros (NAPs por sus siglas en inglés), ellas son hoy Exchange lo más a menudo posible llamado Points o los intercambios del Internet (“IXP” o “IX”). Muchos de los puntos más grandes de intercambio del mundo pueden tener centenares de participantes, y algunos tienen instalaciones en múltiples edificios a través de una ciudad.
Puesto que el "peering" público permite a las redes interesadas interconectarse con muchas otras redes a través de un solo puerto, se considera a menudo ofrecer “menos capacidad” que en el peering privado, pero a un número más grande de redes. Muchas redes más pequeñas, o las redes que están recién empezando a hacer peering, encuentran que estos puntos públicos de intercambio proporcionan una manera excelente de interconectarse con otras redes que puedan estar abiertas a hacer peering con ellas. Algunas redes más grandes utilizan peering público como manera de agregar a una gran cantidad de “pares más pequeños”, o como forma de hacer “ensayos de peering” baratos sin el costo del aprovisionamiento de un peering privado, mientras que otras redes más grandes no están dispuestas a participar en peering público en absoluto.
Algunos puntos neutros, particularmente en los Estados Unidos, son operados por empresas comerciales neutrales, los que son críticos para lograr conectividad entre datacenters a bajo costo. Estos operadores van típicamente a las grandes longitudes a promover la comunicación y a animar al nuevo peering, y arreglarán a menudo los acontecimientos sociales para estos propósitos.

### Peering privado
El Peering privado es la interconexión directa entre solamente dos redes, a través de medios de la capa 1 o 2 que ofrece capacidad dedicada de tráfico sin compartirla con nadie más. En los inicios de la historia de Internet, hubo mucho peering privado con circuitos SONET directos entre las instalaciones de "telcos". Hoy, la mayoría de las interconexiones privadas ocurren en centros de colocation o en instalaciones neutrales de colocation del operador, donde una interconexión directa puede hacerse entre los participantes dentro del mismo edificio, generalmente a un costo mucho menor que el ofrecido por una telco. La mayor parte del tráfico en Internet, especialmente tráfico entre las redes más grandes, ocurre vía peering privado. Sin embargo, debido a los recursos requeridos para conectar cada par privado, muchas redes están poco dispuestas a proporcionar peering privado a redes “pequeñas”, o a las “nuevas” redes que todavía no han probado que proporcionarán una ventaja mutua.

## Historia
El primer punto de intercambio de Internet fue el Commercial Internet Exchange (CIX), formado por Alternet/UUNET (ahora Verizon Business), PSI y CERFNET para intercambiar tráfico sin importar si el tráfico en cuestión cumplía la política de uso aceptable (AUP en inglés) del tráfico de interconexión de la NSFNET o de la ANS. La infraestructura de CIX consistía en un solo router, gestionado por PSI, el cual estaba instalado originalmente en Santa Clara, California. A los miembros que pagaban CIX se les permitía conectarse al router directamente a través de líneas dedicadas. Después de un tiempo, el router también se conectó a la nube de Pacific Bell SMDS. Más tarde el equipo fue relocalizado en el punto neutro Palo Alto Internet Exchange (PAIX), el cual era desarrollado y operado por Digital Equipment Corporation (DEC). Debido a que operaba en la capa 3 del modelo OSI y no en capa 2; a que era operado por uno de los participantes y no por todos y que tenían actividades de lobby que algunos participantes apoyaban y otros no; hoy en día no sería considerado un punto de intercambio, sin embargo fue la primera vez que se usó ese nombre.
El primer punto de intercambio moderno, neutral, basado en Ethernet, fue el Metropolitan Area Ethernet o MAE. Cuando el gobierno de Estados Unidos dejó de financiar el backbone de NSFNET, fue necesario que los puntos de intercambio de Internet substituyeran esa función, y la financiación gubernamental inicial fue utilizada para ayudar al existente MAE y para poner en marcha otros tres puntos, a los que llamaron NAPs (network access points) de acuerdo con la terminología del documento Infraestructura Nacional de la Información. Los cuatro ahora ya no funcionan o no operan como puntos de intercambio de Internet:
- MAE-Este - situado en la esquina de Tysons, VA, y luego reubicado en Ashburn, Virginia
- Chicago NAP - Localizado en Chicago, Illinois
- New York NAP - Operado por Sprint y situado en Pennsauken, New Jersey
- San Francisco NAP - Operado por PacBell y distribuida en el área de la bahía de San Francisco

Al crecer Internet y aumentar los niveles de tráfico, estos puntos de intercambio se convirtieron en cuellos de botella de la red. La mayor parte de ellos utilizaban tecnología FDDI, que proporcionaba solamente 100 Mbit/s de capacidad a cada participante. Algunos de estos intercambios cambiaron a tecnología ATM, lo que les entregó niveles OC-3 (155 Mbit/s) y OC-12 (622 Mbit/s) de capacidad.
Otros operadores de puntos de intercambio pasaron directamente a ofrecer tecnología Ethernet, tal como Gigabit Ethernet (1000 Mbit/s), la cual rápidamente se convirtió en la opción predominante para estos puntos de intercambio debido al coste reducido y gran capacidad ofrecida. Hoy, casi todos los puntos de intercambio importantes funcionan exclusivamente con Ethernet, y la mayor parte de los puntos más grandes de intercambio ofrecen servicio de 10-Giga Ethernet (10 000 Mbit/s).
Durante el auge de las punto-COM, muchos puntos de intercambio y proveedores neutrales de colocation tenían planes para construir hasta 50 localizaciones para potenciar la interconexión solamente en los Estados Unidos. Esencialmente todos estos planes fueron abandonados después de la explosión de la burbuja, y hoy se considera económica y técnicamente irrealizable tener este nivel de interconexión incluso entre las redes más grandes.

## Depeering
Por definición, la interconexión es el intercambio voluntario y libre de tráfico entre dos redes, para beneficio mutuo. Si una o ambas redes creen que ya no existe un beneficio mutuo, pueden decidir dejar intercambiar tráfico: esto se conoce como depeering. Algunas de las razones por las cuales una red puede desear de intercambiar tráfico de otra incluyen:
- Un deseo de que la otra red pague liquidación, ya sea para mantener la interconexión  o por servicios de tránsito.
- La creencia de que la otra red se está "aprovechando indebidamente" de la interconexión sin liquidación.
- Preocupación por la relación entre los tráficos, que está relacionada con el reparto equitativo de los costos de la interconexión.
- Un deseo de interconectarse con el proveedor de tránsito superior al de la red conectada.
- Abuso de la interconexión por parte de la otra parte, como marcarla como ruta por omisión o utilizar a la red conectada para tránsito.
- Inestabilidad de la red conectada, fugas repetidas de enrutamiento, falta de respuesta a problemas de abuso de red, etc.
- La incapacidad o falta de voluntad de la red interconectada para proporcionar capacidad adicional para la interconexión.
- La creencia de que la red interconectada se está vinculando indebidamente con los clientes de la otra.
- Diversos factores políticos externos (incluidos conflictos personales entre individuos en cada red).

En algunas situaciones, se sabe que redes conectadas intentan luchar para mantener la interconexión interrumpiendo intencionalmente la conectividad entre las dos redes cuando se elimina la interconexión, ya sea por un acto deliberado o por un acto de omisión. El objetivo es hacer que la red que se quiere desconectar tenga tantas quejas de los clientes que estén dispuestos a restablecer la interconexión. Ejemplos de esto incluyen forzar el tráfico a través de una ruta que no tiene suficiente capacidad para manejar la carga, o bloquear intencionalmente rutas alternativas hacia o desde la otra red. Algunos ejemplos notables de estas situaciones han incluido:
- BBN Planet vs Exodus Communications[6]
- PSINet vs Cable & Wireless[7]
- AOL Transit Data Network (ATDN) vs Cogent Communications[8]
- Teleglobe vs Cogent Communications [cita requerida]
- France Telecom vs Cogent Communications[9]
- France Telecom (Wanadoo) vs Proxad (Free)[10]
- Level 3 Communications vs XO Communications [cita requerida]
- Level 3 Communications vs Cogent Communications[11]
- Telecom/Telefónica/Impsat/Prima vs CABASE (Argentina)[12]
- Cogent Communications vs TeliaSonera[13]
- Sprint-Nextel vs Cogent Communications[14]
- SFR vs OVH[15]
- The French ISP 'Free' vs YouTube[16]

## Peering moderno

### Modelo de Rosquilla
El modelo de "peering de rosquilla" describe la interconexión intensiva de redes regionales pequeñas y medianas que componen gran parte de Internet. [1] El tráfico entre estas redes regionales puede modelarse como un toroide, con un núcleo como un "hoyo de rosquilla" el cual está pobremente interconectado a las redes a su alrededor.
Como se detalla anteriormente, algunos operadores intentaron formar un cartel de redes autodefinidas "de nivel 1", que se negaron nominalmente a establecer contactos con redes fuera del oligopolio. Buscando reducir los costos de tránsito, las conexiones entre las redes regionales eluden esas redes "centrales". Los datos toman un camino más directo, reduciendo la latencia y la pérdida de paquetes. Esto también mejora la capacidad de recuperación entre los consumidores y los proveedores de contenido a través de múltiples conexiones en muchos lugares del mundo, en particular durante las disputas comerciales entre los principales proveedores de tránsito.

### Peering multilateral
Si bien se presta más atención al peering bilateral, y los acuerdos de peering bilateral predominan numéricamente, la mayoría de las adyacencias BGP AS-AS son más probablemente el producto de acuerdos de peering multilaterales. En el peering multilateral, un número ilimitado de  partes acuerdan intercambiar tráfico en términos comunes, utilizando un único acuerdo al que todos acceden, y utilizando un servidor de rutas o un reflector de ruta (que difieren de looking glass en que proveen rutas de regreso a los participantes, en lugar de solo escuchar rutas entrantes) para redistribuir rutas a través de una topología BGP de hub-and-spoke, en lugar de una topología de malla parcial. Las dos críticas principales de la interconexiones multilaterales son que rompen el destino compartido de los planos de reenvío y enrutamiento, ya que la conexión de capa 2 entre dos participantes podría hipotéticamente fallar mientras sus conexiones de capa 2 con el servidor de ruta permanecer activas, y que fuerzan a que todos los participantes deban tratarse entre sí con la misma política de enrutamiento indiferenciada. El principal beneficio del peering multilateral es que minimiza la configuración de cada par, al tiempo que maximiza la eficiencia con la que los nuevos pares pueden comenzar a contribuir rutas al intercambio. Si bien los acuerdos opcionales de pares multilaterales y los servidores de rutas ahora son ampliamente reconocidos como una buena práctica, los acuerdos multilaterales obligatorios de pares (MMLPA) han sido acordados durante mucho tiempo como una buena práctica.

## Peering y BGP
Una gran parte de la complejidad que existe en el protocolo de enrutamiento BGP es para ayudar al ajuste de acuerdos de interconexión y tránsito. BGP permite a los operadores definir una política que determina hacia dónde se enruta el tráfico. Tres parámetros comúnmente utilizados para determinar el enrutamiento son los discriminadores de salida múltiple (MED) de "preferencia local" y AS-Path. El parámetro de "preferencia local" se usa internamente dentro de una red para diferenciar las clases de redes. Por ejemplo, una red particular tendrá una mayor preferencia establecida en anuncios internos y de clientes. El perring sin cobro se configura entonces para ser preferido sobre el tránsito IP pagado.
Las redes que hablan BGP entre sí pueden intercambiar entre ellas MEDs, aunque la mayoría no lo hace. Cuando las redes se interconectan en varias ubicaciones, los MED pueden usarse para hacer referencia al costo del protocolo de puerta de enlace interior de esa red. Esto da como resultado que ambas redes compartan la carga de transportar el tráfico del otro en su propia red (o 'papa fría'). El enrutamiento de la 'patata caliente' o de la salida más cercana, que es el comportamiento normal en Internet, es donde el tráfico destinado a otra red se entrega al punto de interconexión más cercano.

## Leyes y políticas
La interconexión de Internet no está regulada de la misma manera que la interconexión de la red telefónica pública. Sin embargo, la interconexión de Internet ha sido el objeto de varias áreas de política federal en los Estados Unidos. Quizás el ejemplo más dramático de esto es el intento de fusión de MCI Worldcom/Sprint. En este caso, el Departamento de Justicia bloqueó la fusión específicamente debido al impacto en el mercado del backbone de Internet (requiriendo así que MCI se despoje de su exitoso negocio "internetMCI" para obtener aprobación). En 2001, el comité asesor de la Comisión Federal de Comunicaciones, el Consejo de Confiabilidad e Interoperabilidad de la Red, recomendó que las redes troncales de Internet publicasen sus políticas de peering, algo que éstas habían dudado hacer[cita requerida]. La FCC también ha revisado la competencia en el mercado de backbone en sus procedimientos de la Sección 706 que revisan si las telecomunicaciones avanzadas se brindan a todos los estadounidenses de manera razonable y oportuna.
Finalmente, la interconexión de Internet se ha convertido en un problema en el ámbito internacional bajo algo conocido como Arreglos de Cargso Internacionales para Servicios de Internet (ICAIS, del inglés International Charging Arrangements for Internet Services). En el debate de ICAIS, los países mal atendidos por las redes troncales de Internet se han quejado de que es injusto que tengan que pagar la totalidad costo de conectarse a un punto de intercambio de Internet en un país diferente, con frecuencia los Estados Unidos. Estos defensores argumentan que la interconexión de Internet debería funcionar como la interconexión telefónica internacional, con cada parte paga la mitad del costo.
Quienes argumentan en contra del ICAIS señalan que gran parte del problema se resolvería construyendo puntos de intercambio locales. Se argumenta que una cantidad significativa del tráfico que se lleva a los EE. UU. y se intercambia luego sale de los EE. UU., utilizando los puntos de intercambio como oficinas de intercambio pero sin terminar en los EE. UU. En algunos de los peores escenarios, el tráfico de un lado de la calle se lleva a un punto de intercambio distante en un país extranjero, se intercambia y luego se devuelve al otro lado de la calle. Países con telecomunicaciones liberalizadas y mercados abiertos, donde la competencia entre proveedores de red troncal ocurre, tienden a oponerse a ICAIS.